# Ryszard Parulski

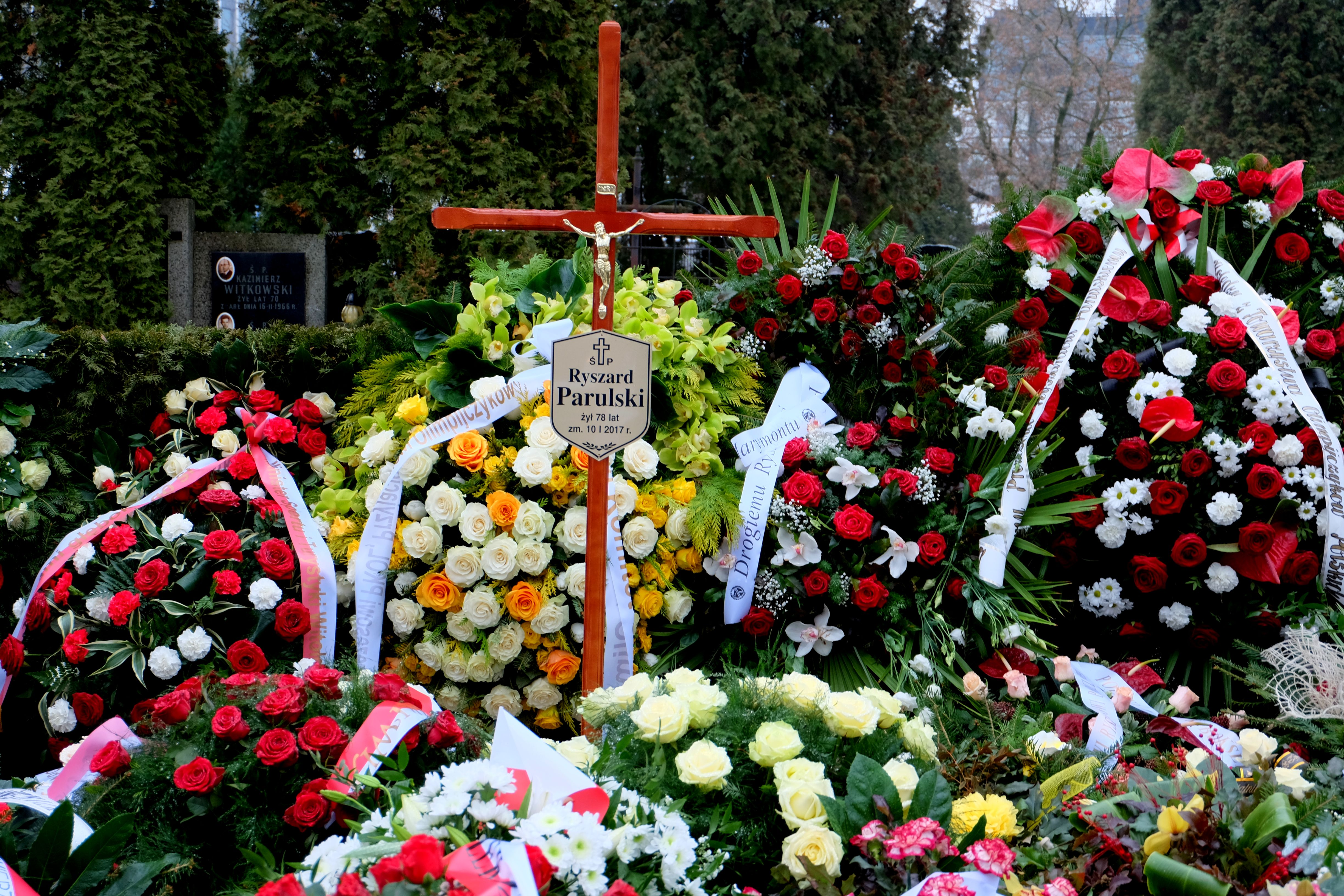
Grabstein Ryszard Parulski

Ryszard Władysław Parulski (* 9. März 1938 in Warschau; † 10. Januar 2017) war ein polnischer Fechter und Sportverbandsfunktionär. Im Hauptberuf war er Anwalt.

## Größte sportliche Leistungen
- Fechtweltmeisterschaften 1961 – Weltmeister im Florett (Einzel), Bronze mit der Florett-Mannschaft
- Fechtweltmeisterschaften 1962 – Bronze mit der Florett-Mannschaft
- Fechtweltmeisterschaften 1963 – Weltmeister im Degen (Mannschaft), Vizeweltmeister im Florett (Einzel), Vizeweltmeister im Florett (Mannschaft)
- Olympische Sommerspiele 1964/Fechten – Olympiazweiter im Florett (Mannschaft)
- Fechtweltmeisterschaften 1966 – Bronze mit der Florett-Mannschaft
- Fechtweltmeisterschaften 1967 – Bronze mit der Florett-Mannschaft
- Olympische Sommerspiele 1968/Fechten – Bronzemedaille im Florett (Mannschaft)
- Fechtweltmeisterschaften 1969 – Vizeweltmeister im Florett (Mannschaft) und Bronze im Florett-Einzel
- Vierfacher polnischer Meister im Florett zwischen 1959 und 1969.

Nach Beendigung seiner Karriere gründete er, für ehemalige Sportler, die Stiftung „Gloria Victis“, deren erster Präsident er wurde.
Zwischen 1990 und 1992 war er Vizepräsident des polnischen Olympischen Komitees.
Er wurde auf dem Powązki-Militärfriedhof begraben.